# Kappadokien

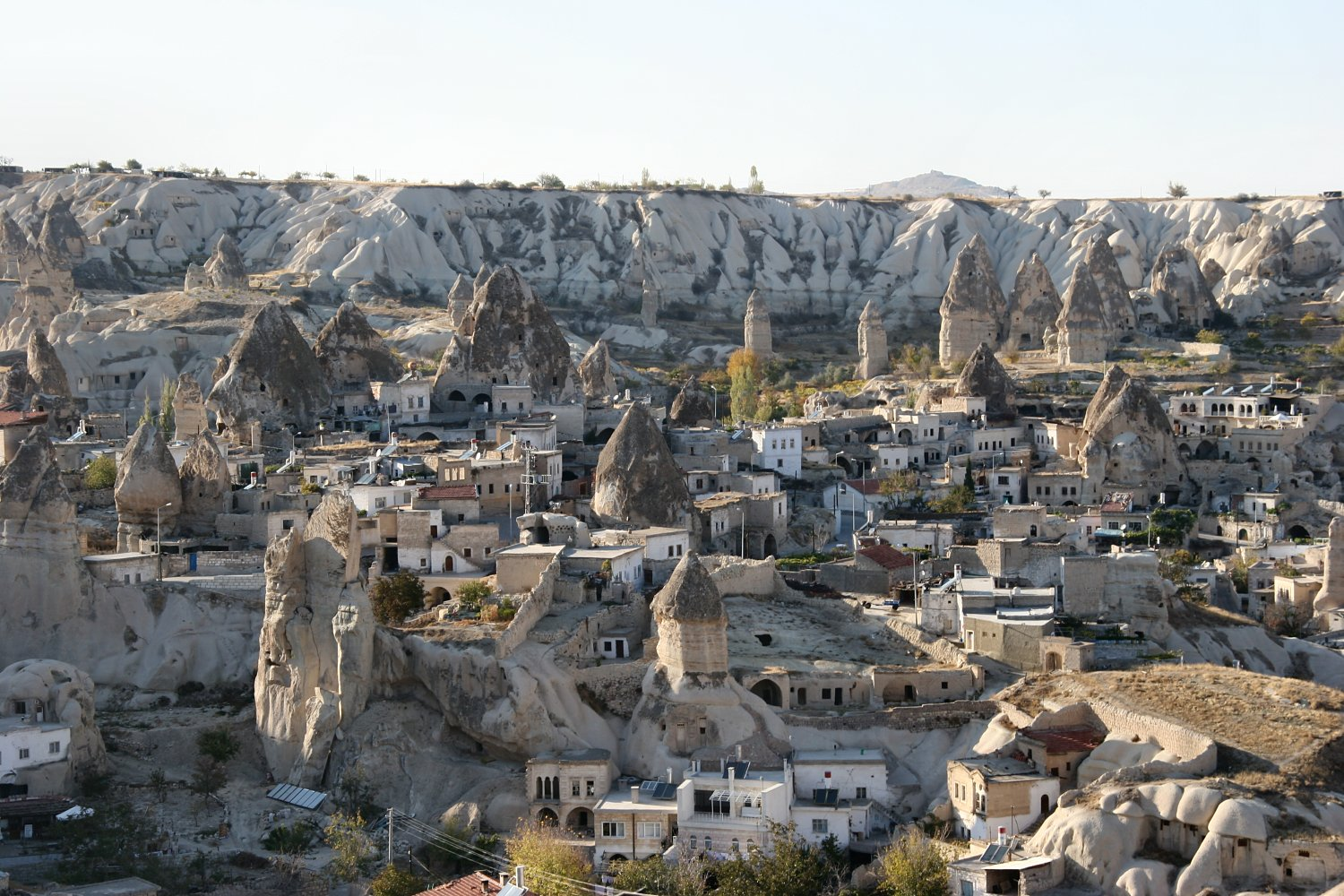
Blick über Göreme

Kappadokien (türkisch Kapadokya, griechisch Καππαδοκία, deutsch auch Kappadozien) ist eine Landschaft in Zentralanatolien in der Türkei.
Die antike Landschaft Kappadokien umfasst heutzutage im Wesentlichen die Provinzen Nevşehir, Niğde, Aksaray, Kırşehir, Kayseri, Yozgat, Kahramanmaraş und Malatya, sowie Teile der Provinz Sivas. Ursprünglich war Kappadokien noch weitaus größer und umfasste im östlichen Zentralanatolien das Land zwischen Taurus und Schwarzem Meer. Der zum Schwarzen Meer hin gelegene, lateinisch Cappadocia ad Pontum (Kappadokien am Meer) genannte Teil wurde später, nach der politischen Organisation als Königreich Pontos nur mehr kurz Pontos genannt, so dass sich der Name Kappadokien nur mehr auf den binnenländischen Teil bezog. In der Gegenwart werden unter diesem Namen hauptsächlich die vulkanisch geprägten Landschaften zwischen Avanos und Niğde verstanden, die nur einen Teil der antiken Landschaft Kappadokien umfassen. Einer der bekanntesten Orte ist Göreme mit seiner aus dem weichen Tuff herausgehauenen Höhlenarchitektur. Göreme gilt als das Zentrum Kappadokiens, der dort befindliche einzigartige Komplex aus Felsformationen wurde 1985 von der UNESCO als gemischte Kultur- und Naturerbestätte „Nationalpark Göreme und die Felsbauten von Kappadokien“ in die Liste des UNESCO-Welterbes aufgenommen. Eine weitere Besonderheit ist eine Vielzahl unterirdischer Städte, deren bekannteste Kaymaklı und Derinkuyu sind, die von Archäologen seit den 1960er Jahren freigelegt wurden. Weitere bekannte Städte sind Ürgüp und Avanos.

## Name
Der Name Kappadokien stammt vom altpersischen Katpatuka. Die Bedeutung des Wortes ist umstritten. Ein Teil der Forscher gehen von der Bedeutung Land der schönen Pferde aus, was damit übereinstimmen würde, dass antike Quellen Kappadokien für seine Pferdezucht rühmen. Andere halten den Namen für eine iranisierte Form des hethitischen Kizzuwatna.

## Geologie

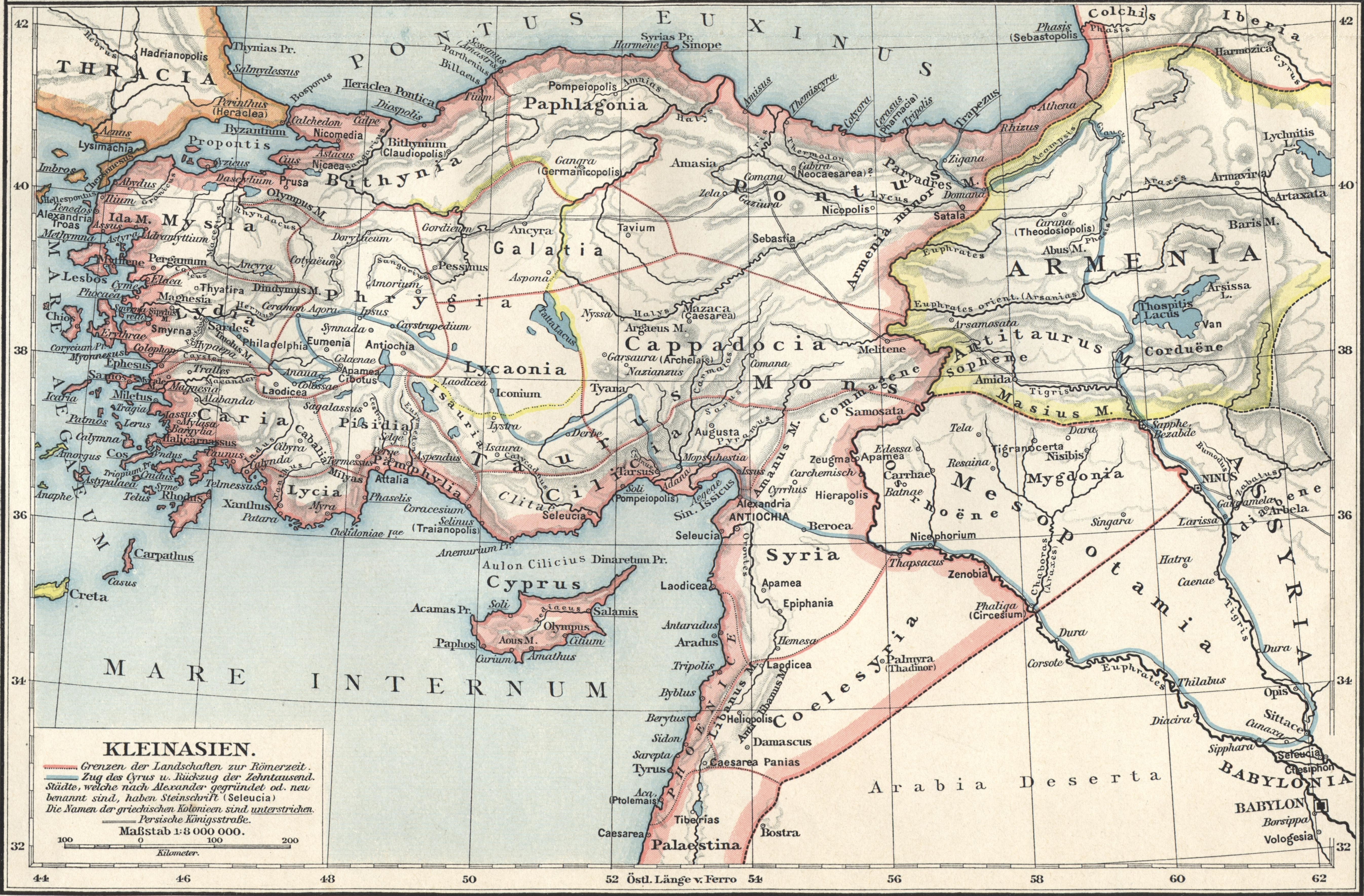
Cappadocia auf der Karte Kleinasiens in der Antike

Das UNESCO-Weltkultur- und Naturerbe Göreme-Kappadokien liegt im Zentrum eines Gebietes ehemals intensiver vulkanischer Tätigkeit, die das heutige Landschaftsbild entscheidend prägte. Im Zuge der alpidischen Orogenese wurde auch der Bereich Anatoliens im Verlauf der letzten 100 Millionen Jahre aufgefaltet, der von großen Seenplatten und tropischen Sumpflandschaften bestimmt war. Als sich das Taurusgebirge im Süden weiter erhob, wurden im Inneren Anatoliens große Mengen Lava langsam an die Erdoberfläche gedrückt, was schließlich zur Bildung der Vulkanlandschaft Kappadokien führte.
Im Umkreis der Vulkane Erciyes Dağı (3917 m), Hasan Dağı und der Melendiz-Bergketten zwischen den türkischen Städten Kayseri, Aksaray und Niğde kam es vor allem seit dem Neogen, also in erdgeschichtlich relativ junger Zeit, zu bedeutenden Eruptionen, die neben Lava auch große Mengen vulkanische Asche in ein ca. 10.000 km² großes Gebiet schleuderten, das heute geologisch gemeinhin als Ausräumungslandschaft von Kappadokien (Barsch, 1935) bezeichnet wird. So wurde die Landschaft Zentralanatoliens durch neugebildete Vulkanberge und durch Schichten vulkanischer Tuffe, die die tieferliegenden Sumpf- und Seenplatten zuschütteten, völlig neu geprägt.

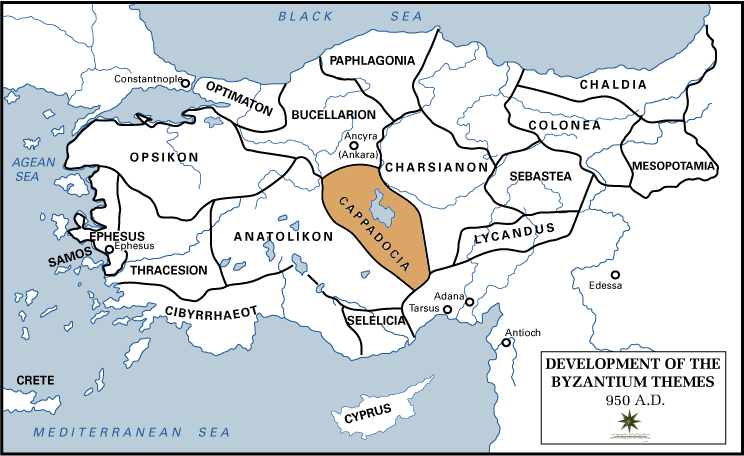
Kappadokien im Byzantinischen Reich

Über die Jahrhunderte verdichteten sich diese durch unregelmäßige Ausbrüche entstandenen Schichten vulkanischer Tuffe zu einem relativ festen Gestein, das je nach Lage und Eruptionshorizont bis heute außerordentlich schnell abgetragen wird. Im weiteren Wechsel zwischen Eruption und Ruhepausen wuchsen die Vulkane weiter an. In der Übergangszeit zwischen Pliozän und Pleistozän kam es zu den heftigsten Ausbrüchen, die die heutige regionale Landschaft maßgeblich mitgestaltet haben. Die vulkanischen Tätigkeiten dauerten bis in geschichtliche Zeit an und wurden auch in steinzeitlichen Wandgemälden in der südlich von Konya (außerhalb Kappadokiens) liegenden Ursiedlung Çatalhöyük (ca. 8000 v. Chr.) dargestellt. Bis in das 19. Jahrhundert hinein wurde aus der Region des Erciyes Dağı bei Kayseri von aktiven Fumarolen und Rauchsäulen berichtet, die allerdings gegenwärtig zum Stillstand gekommen sind.
Durch die Folge von vulkanischen Ausbrüchen dehnte sich das ehemalige Seengebiet um Ürgüp und in den Tallandschaften des späteren Flusses Kızılırmak weiter aus. Dies führte zu Sedimentablagerungen von Erden und Tonen, die später vor allem für die Töpferstadt Avanos von Bedeutung wurden.

### Erosion

Durch Erosion geformte Felsen nahe Göreme

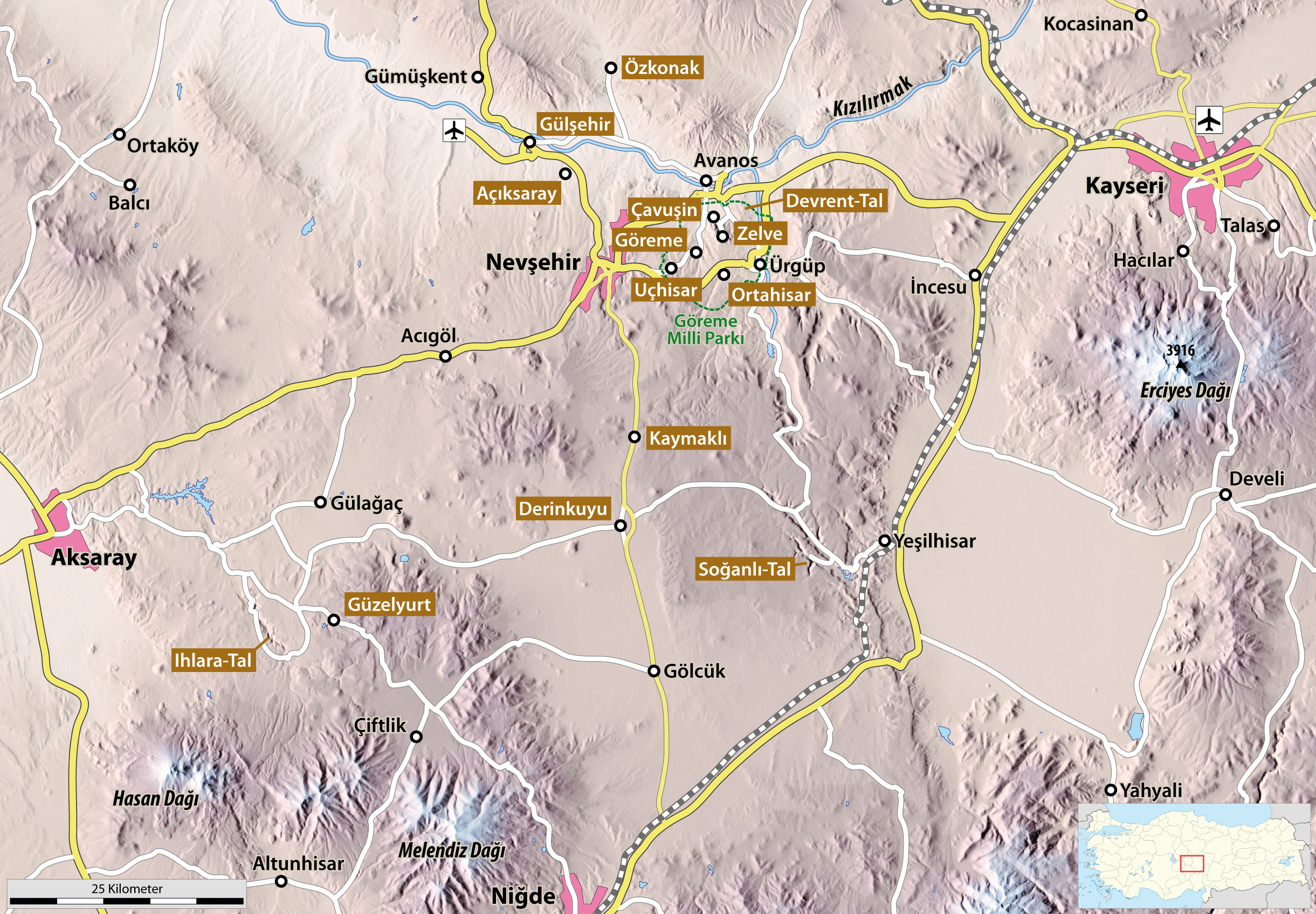
Orte von besonderer touristischer Bedeutung

Durch Erdverschiebungen in Zentralanatolien, Erhebungen einerseits sowie Eintiefungen der Flusssohlen andererseits wurden die restlichen Binnenseen großflächig entwässert, was zu einer bis heute andauernden starken Erosion führte, die wesentlich das geomorphologische Bild der Tufflandschaft Kappadokiens prägt. In der Folge schufen äolische, fluviative, atmosphärische sowie thermoklastische Erosionstätigkeiten die bizarre und einzigartige Gestalt der Landschaft.
Dieser rapide Erosionsprozess zeigt, wie jung und unausgeglichen die geologischen Verhältnisse im Gebiet von Kappadokien sind. Nach wie vor werden erhebliche Mengen Tuff ausgeräumt und nach jedem mächtigen Regenguss lassen sich die gewaltigen Erosionskräfte in den Tälern erahnen, die neue, dezimeterstarke Strukturen formen und große Mengen Erosionsmaterial wegschwemmen.
In den tieferliegenden Hängen bilden sich durch die Erosion mitunter besondere Strukturen heraus: die Tufftürme der für Kappadokien berühmten Feenkamine (türkisch peri bacalari, englisch fairy chimneys), die durch härtere, oben liegende Schichten vulkanischer Tuffe eine gewisse Zeit geschützt werden. Erst nach dem Abrutschen der schützenden Bedeckung verstärkt sich durch die Einwirkung von Wind und Wetter, Vögeln und Insekten – (und heute auch durch Touristen und Luftverschmutzung) – die Erosion, welche die Kegel relativ schnell zerstört.
Nicht zu vergessen ist die Tätigkeit der lokalen Bevölkerung, die über Jahrtausende viele der Tuffformationen zu Wohnzwecken und für Kirchen sowie für Taubenschläge ausgehöhlt hat, die oftmals bis in die höchsten Spitzen der Tuffkegel reichen.
Einerseits ist diese Form der Architektur ein Beispiel für besonders schöpferisches und ökologisch wie ökonomisch sinnvolles Wohnen und Wirken. Weil jedoch andererseits durch oft unbedachte Aushöhlung die Erosion beschleunigt wird, wurde im Rahmen der Erfassung des Gebietes Kappadokien als Weltkulturerbe der UNESCO ein Verbot der weiteren Aushöhlung ausgesprochen, das aber oft nicht eingehalten wird.

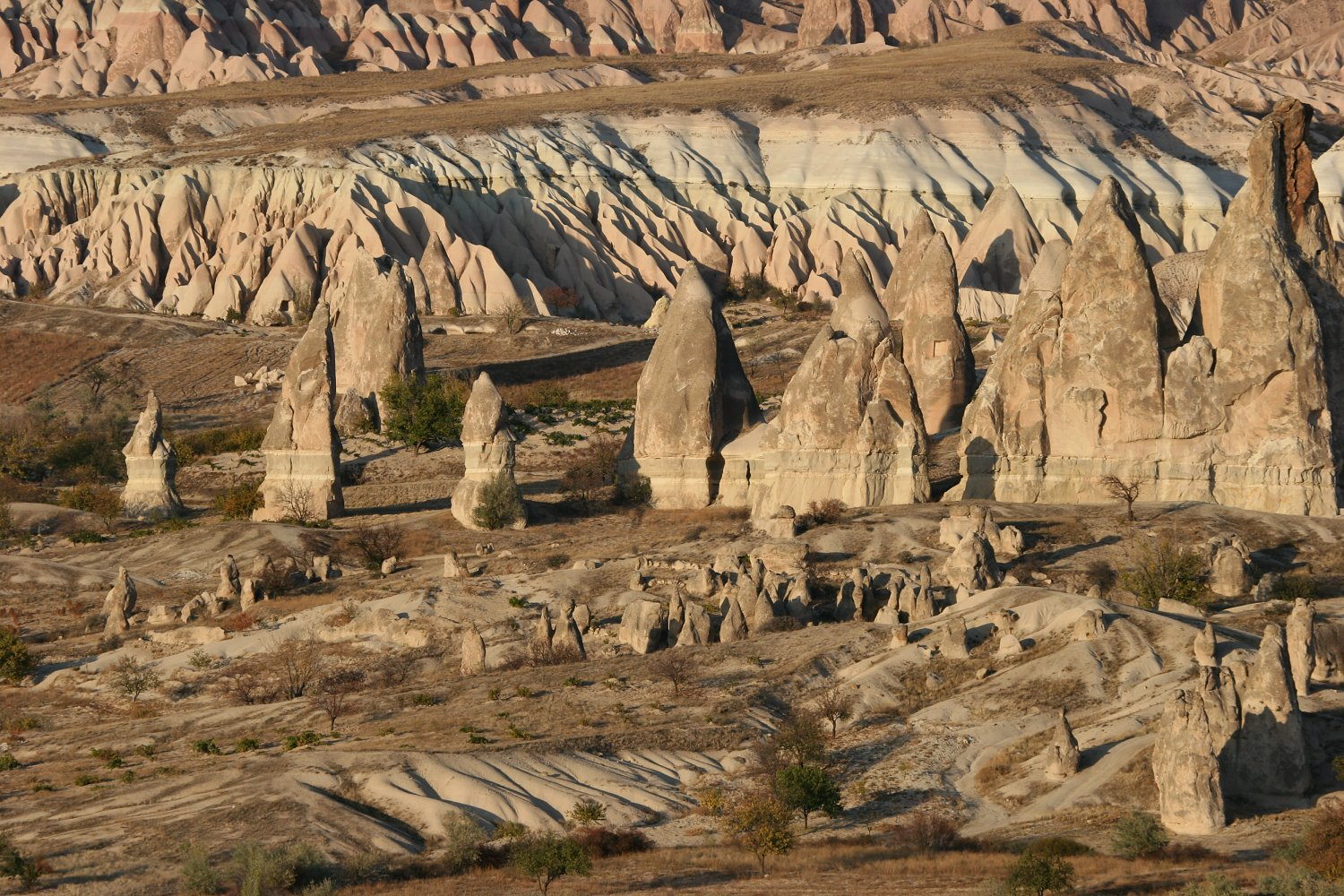
Landschaft bei Göreme
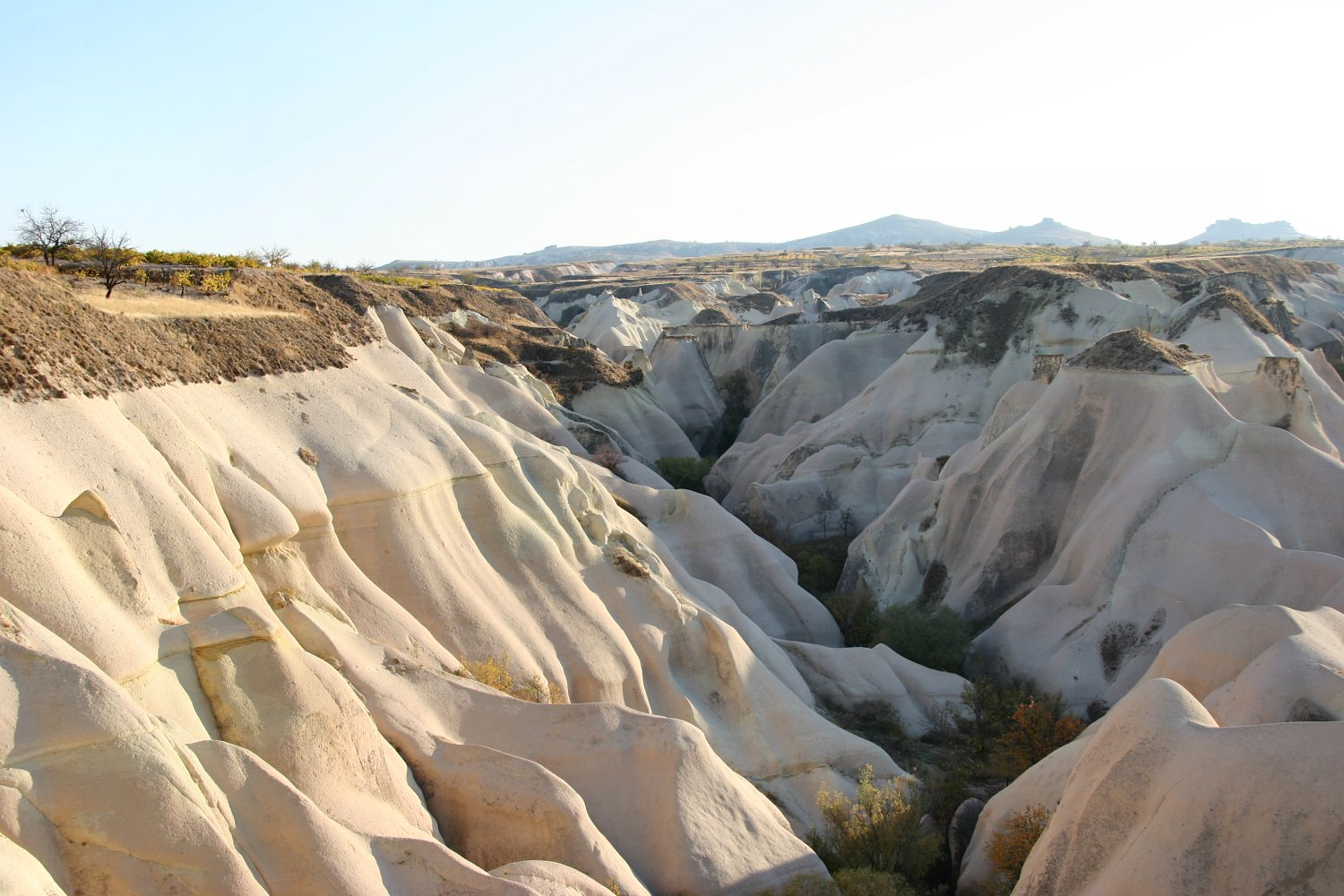
Landschaft bei Göreme
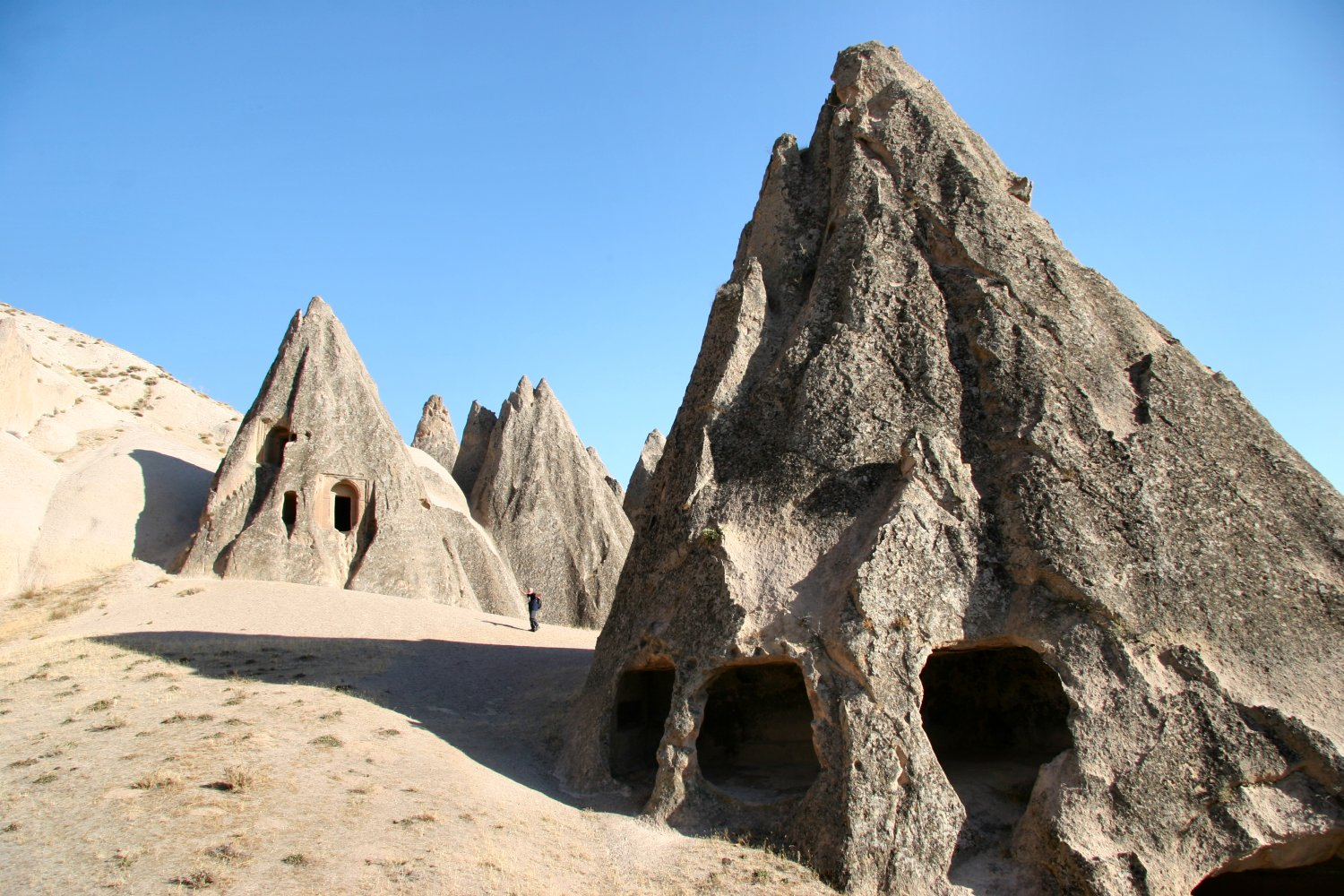
Ihlara-Tal bei Aksaray
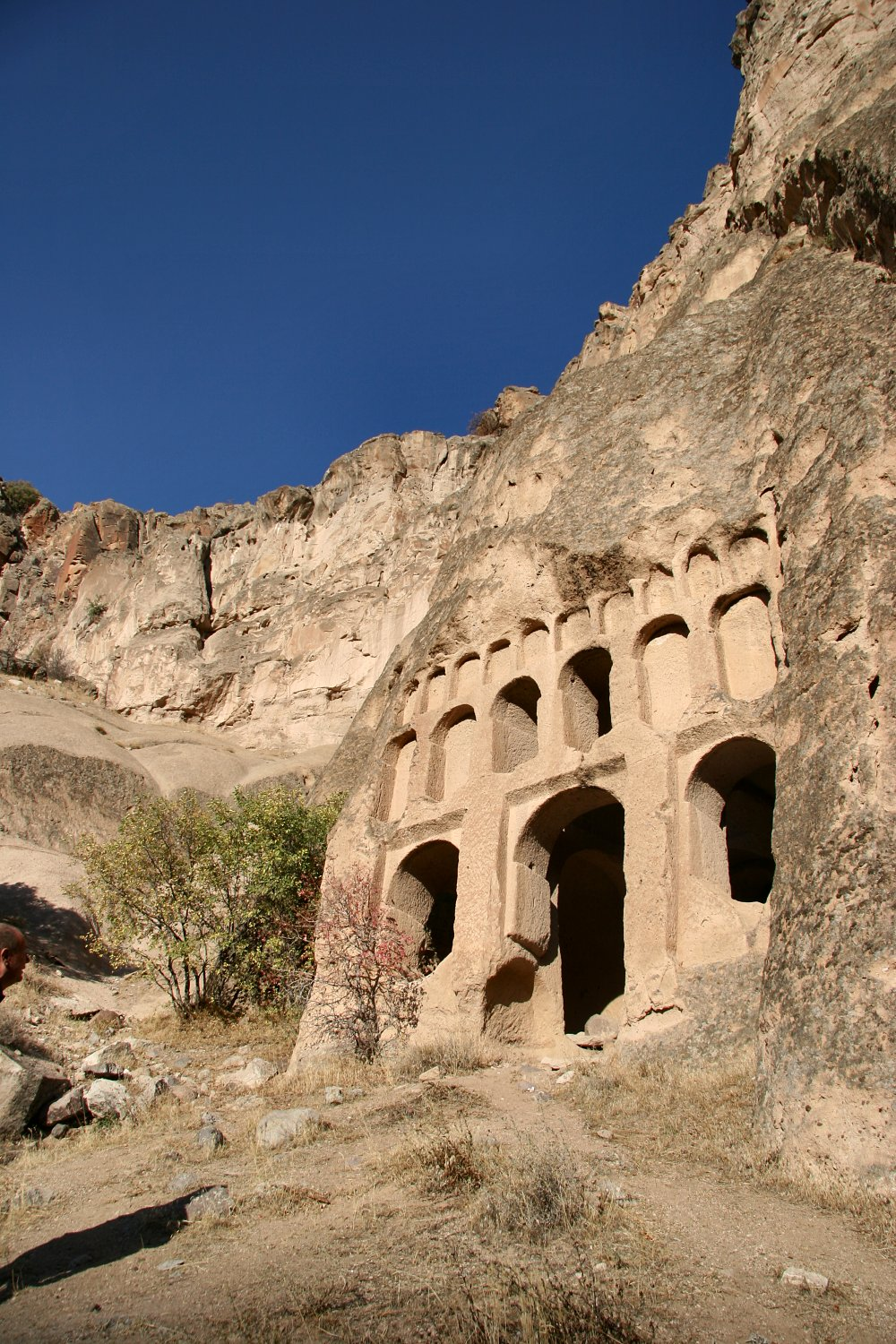
Ihlara-Tal bei Aksaray
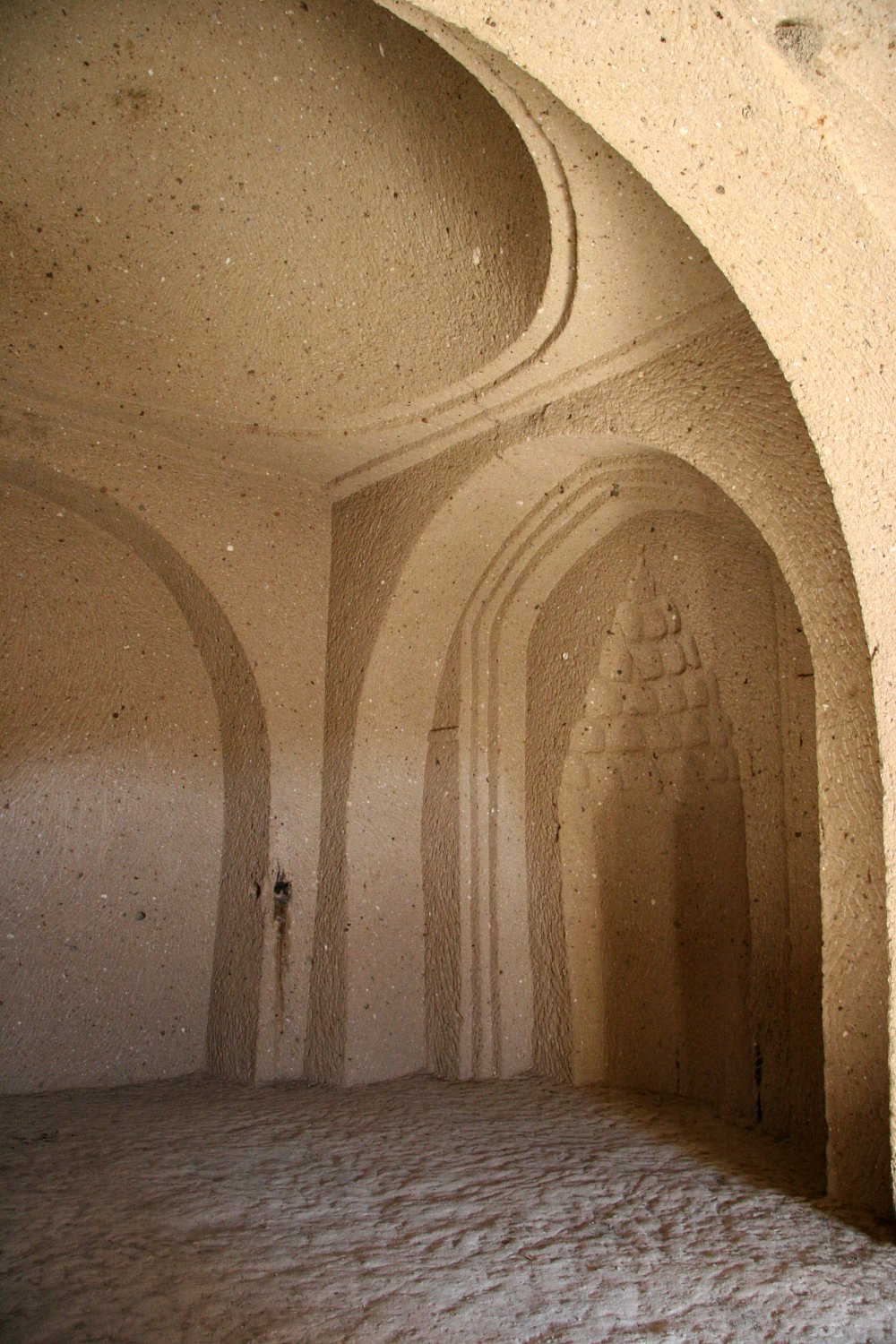
Ihlara-Tal bei Aksaray
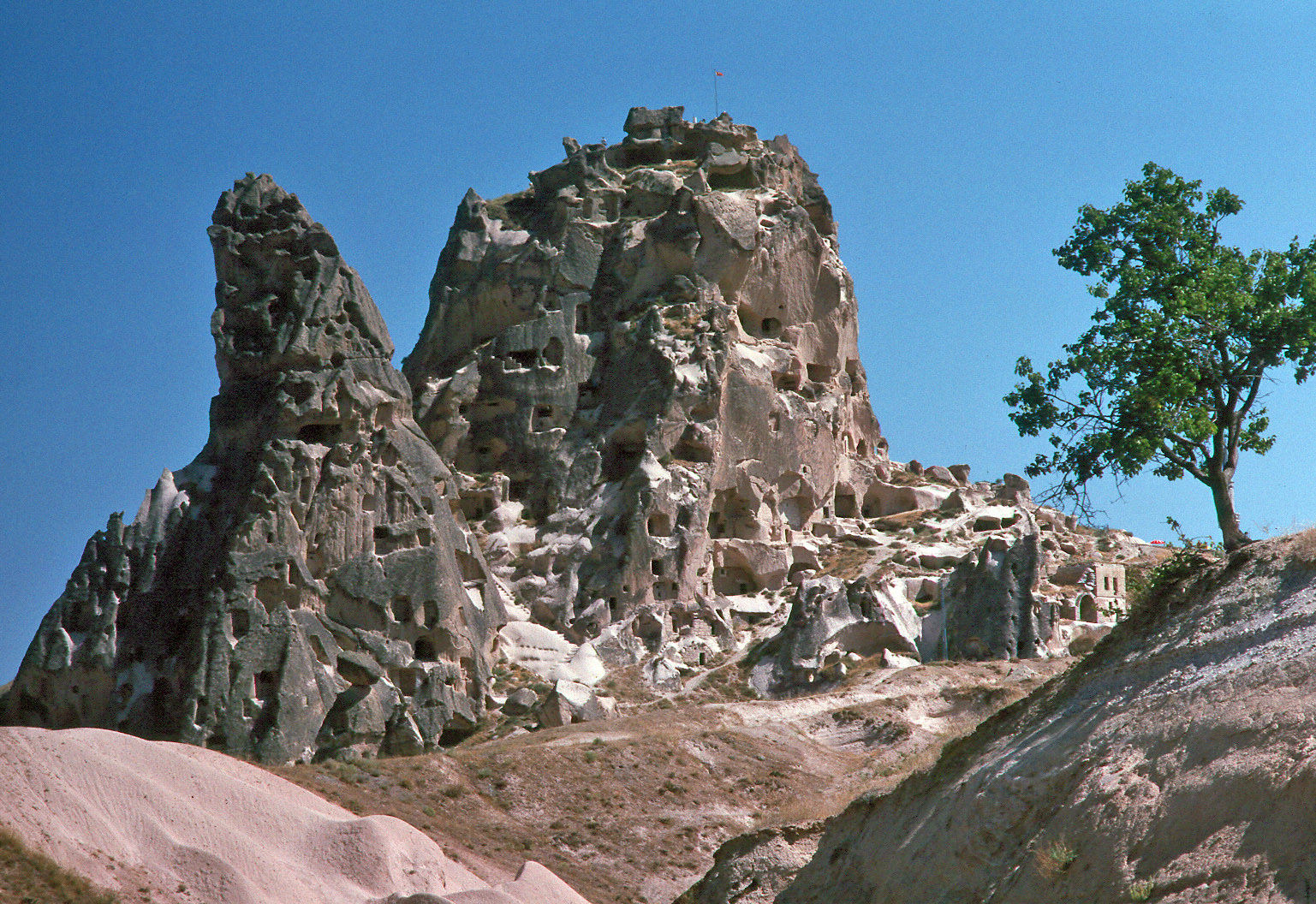
Burgfelsen von Uçhisar
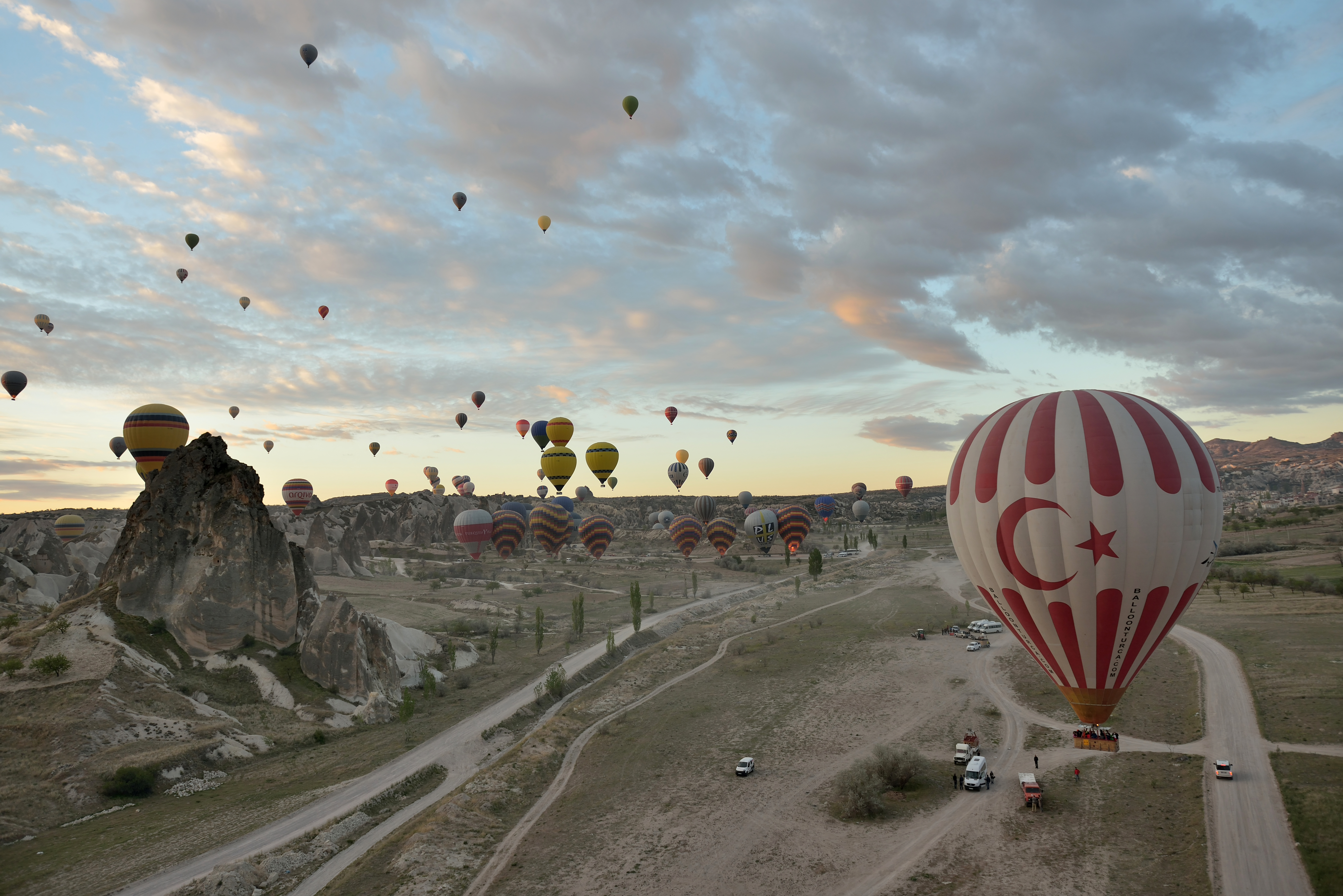
Heißluftballons über Uçhisar in Kappadokien.
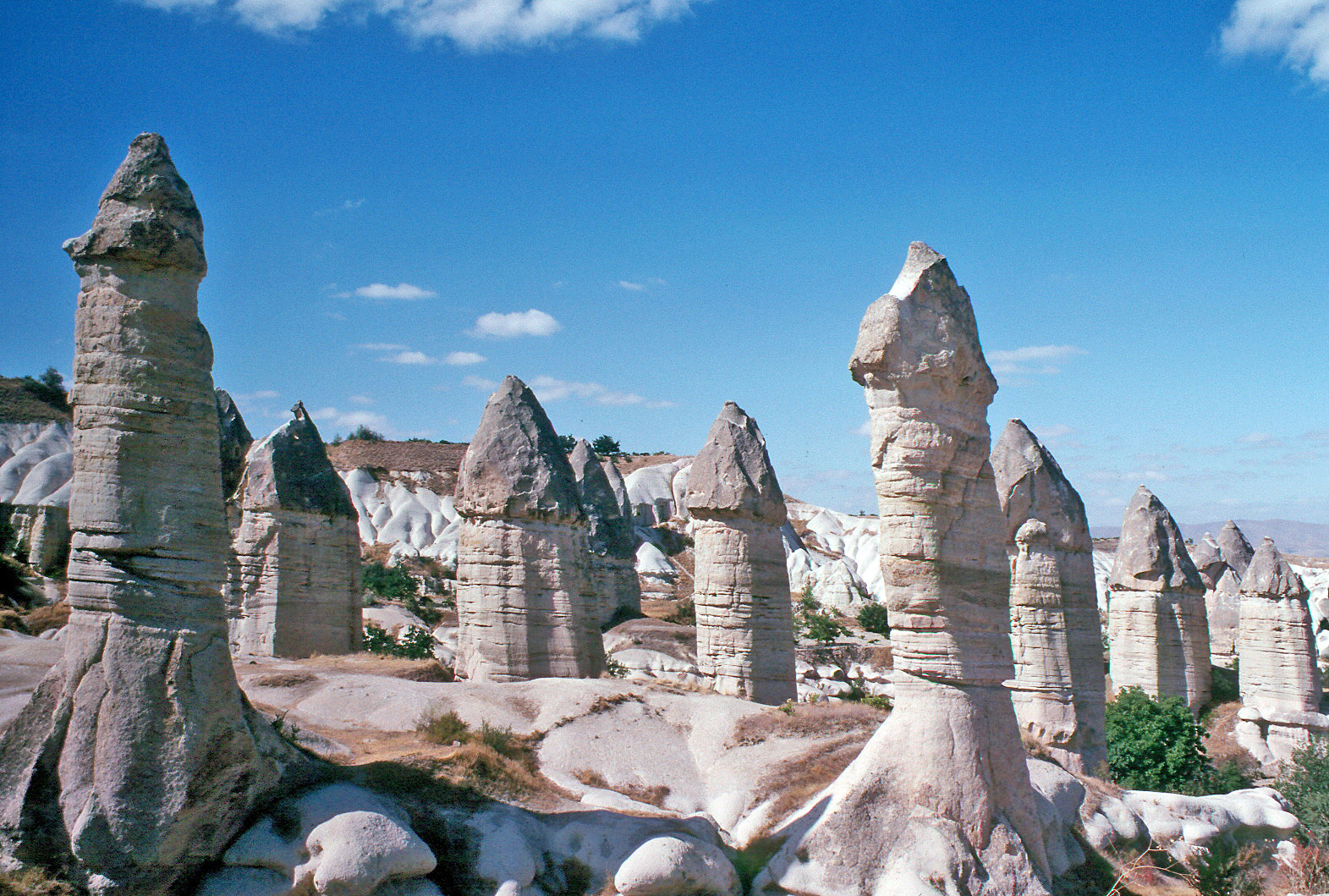
„Love Valley“ bei Göreme
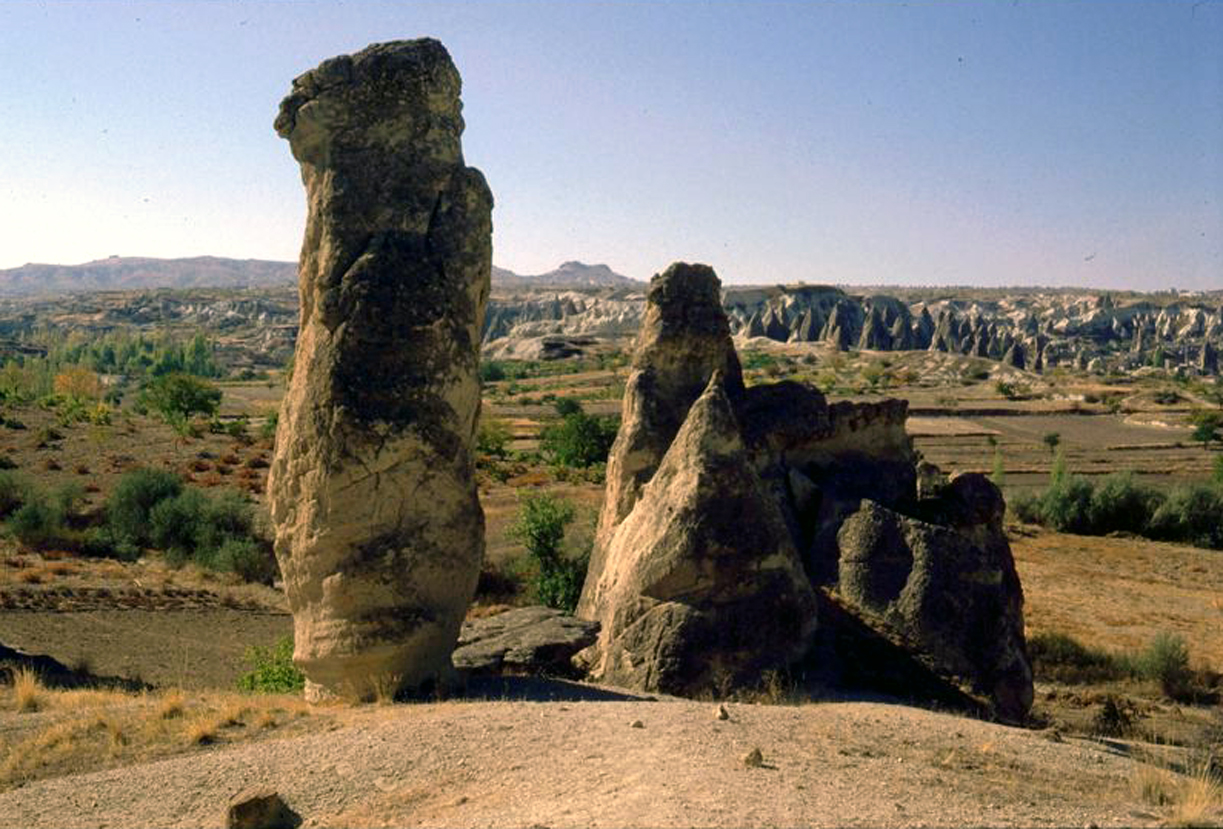
Kappadokien in der Nähe von Göreme
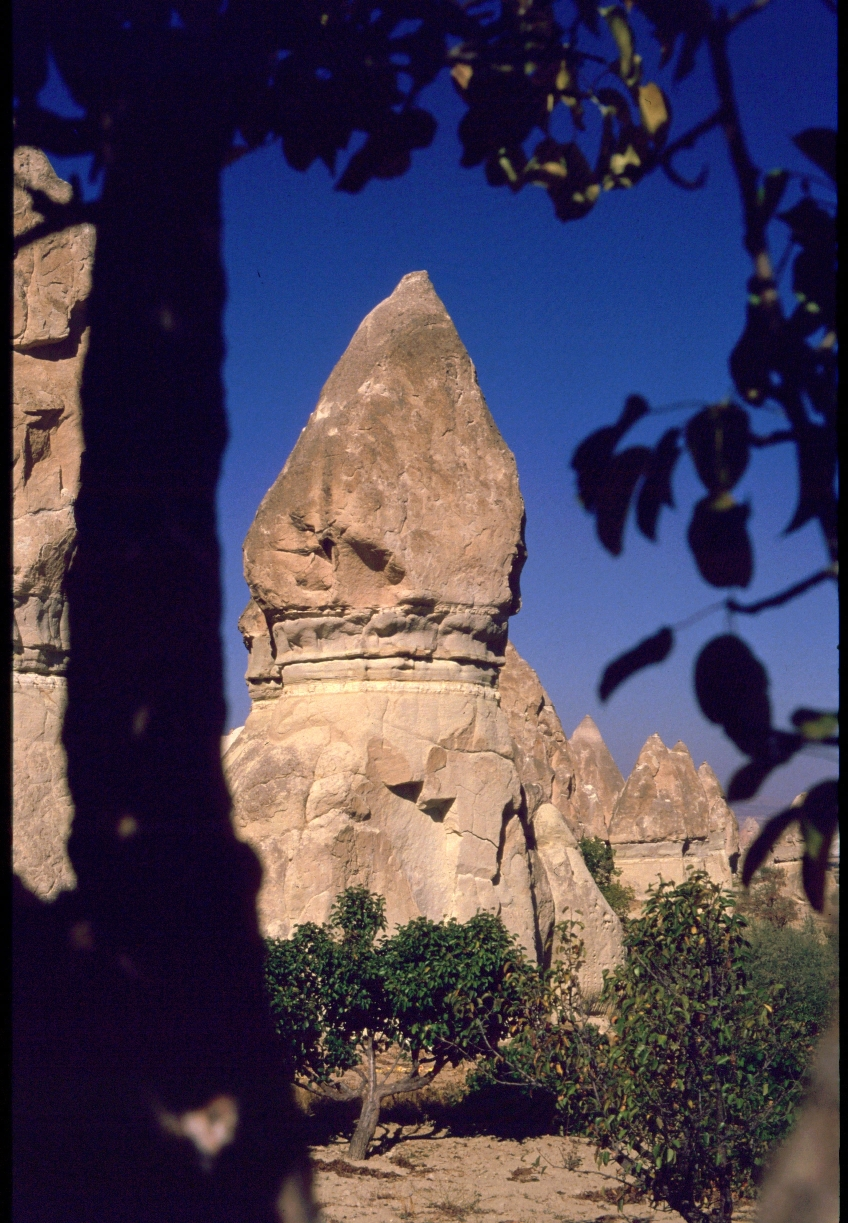
Kappadokien in der Nähe von Göreme
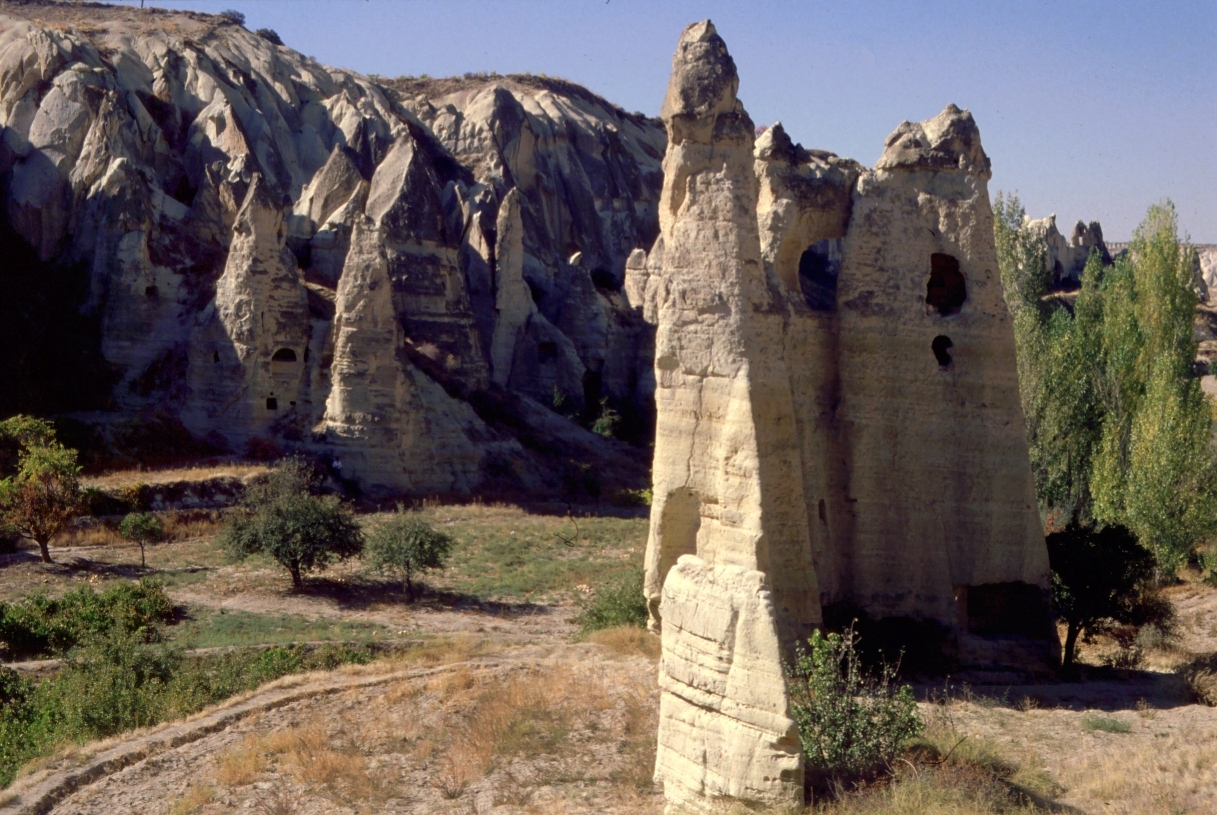
Kappadokien in der Nähe von Göreme

## Geschichte
Eine Besiedlung des Gebietes erfolgte etwa 8000–7500 v. Chr., parallel zu dem südlicheren Besiedlungsgebiet um Konya.
Die frühesten Spuren von Siedlern stammen aus der Zeit um 6500 v. Chr. Auch die Hethiter machten sich den fruchtbaren Boden bereits 1600 v. Chr. zu Nutze und bauten Getreide an. Später kamen die Phryger und Lyder, dann im späten 7. Jahrhundert v. Chr. die Meder, die aber bald von den Persern abgelöst wurden. Nach dem Alexanderfeldzug, der Kappadokien nur kurz gestreift hatte, was der bisherige persische Satrap Ariarathes I. nutzte, um seine eigene Herrschaft zu sichern, fiel Kappadokien an die Makedonen. Perdikkas besiegte Ariarathes I. 323 v. Chr. und ernannte Eumenes von Kardia zum neuen Satrapen. Ariarathes I. wurde hingerichtet, sein Sohn Ariarathes II. soll jedoch mit einigen Getreuen nach Armenien geflohen sein.
Bald jedoch bekämpften sich die Diadochen und auch Kappadokien geriet in diese Machtkämpfe. Zunächst standen sich im ersten Diadochenkrieg Eumenes und Krateros gegenüber. Die Schlacht konnte Eumenes für sich entscheiden, Krateros fiel. Da aber in Ägypten Perdikkas gefallen war, verurteilte die makedonische Heeresversammlung Eumenes zum Tode. Antigonos I. Monophthalmos erhielt den Oberbefehl über die Truppen, die Eumenes besiegen sollten, die Satrapie Kappadokien ging an Nikanor, der jedoch in den historischen Darstellungen bald als General des Antigonos erscheint und ihm damit auch die Satrapie übergeben zu haben scheint (entweder um 319 v. Chr. oder spätestens 312 v. Chr.). Eumenes konnte sich einige Zeit behaupten, musste aber schließlich im Frühjahr 319 v. Chr. nach Medien fliehen.
Im Zweiten Koalitionskrieg 316/315–311 v. Chr. konnte Antigonos seine Herrschaft über Kleinasien und damit auch über Kappadokien behaupten.
Nach Diodor konnte Ariarathes II. noch zu Lebzeiten des Antigonos nach Kappadokien zurückkehren, wo er dessen Strategen Amyntas besiegte. Im Norden Kappadokiens hatte sich in der Zwischenzeit Mithridates I. einen eigenen Machtbereich erschaffen, das spätere Königreich Pontos.
Nach der Schlacht bei Ipsos 301 v. Chr., in der Antigonos fiel, wurde die Macht über Kleinasien von den Diadochen neu geregelt. Lysimachos erhielt demnach offiziell Kleinasien bis zum Tauros, jedoch widersprechen sich die antiken Autoren in diesem Punkt. So behauptet Appian im Gegensatz zu Diodor, dass Kappadokien nach dieser Schlacht direkt an Seleukos I. ging. Spätestens jedoch nach der Schlacht von Kurupedion im Februar 281 v. Chr. konnte Seleukos Kleinasien und damit Kappadokien für sich beanspruchen.

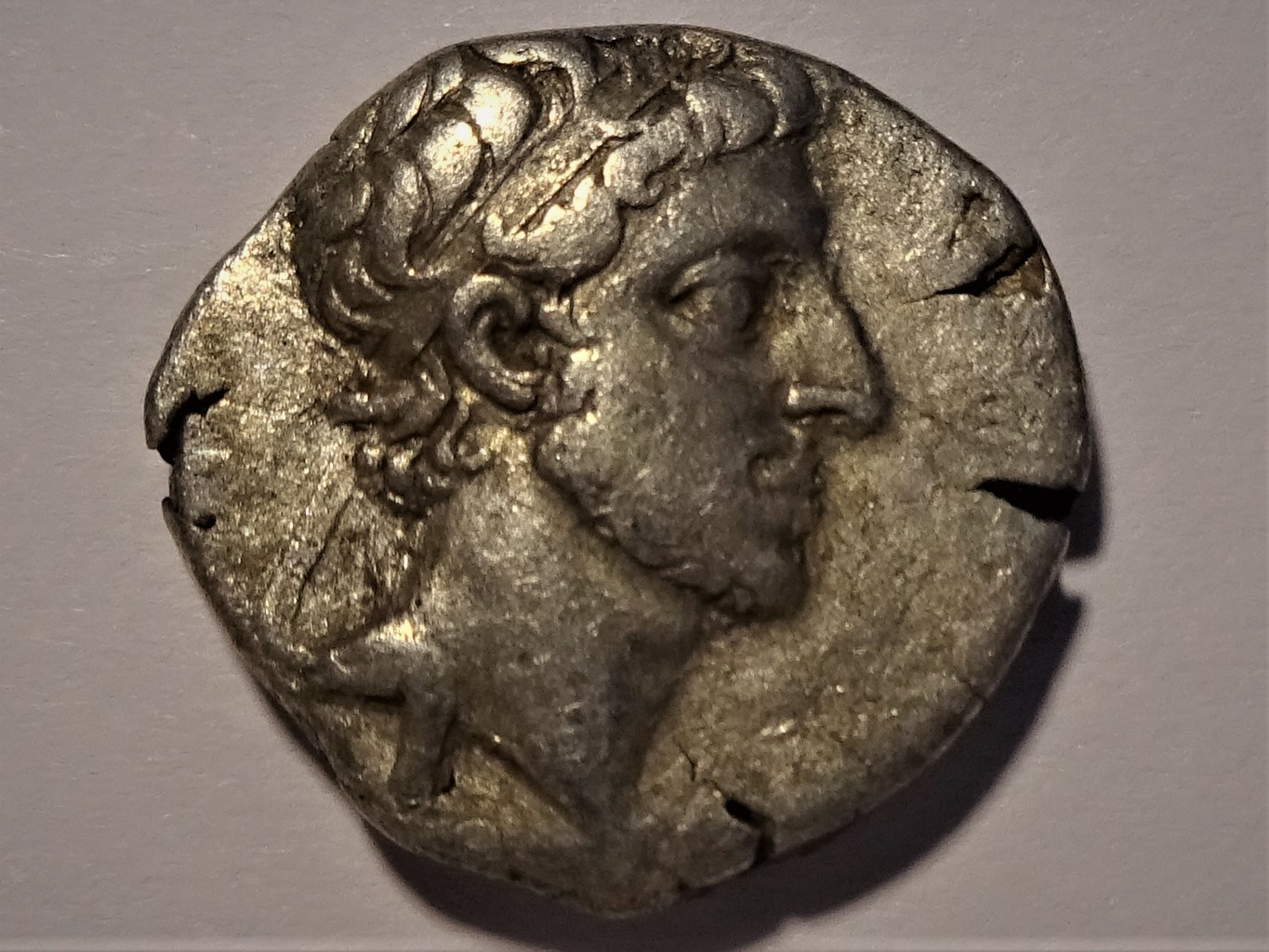
Kappadokische Drachme mit Porträt Ariarathes X.

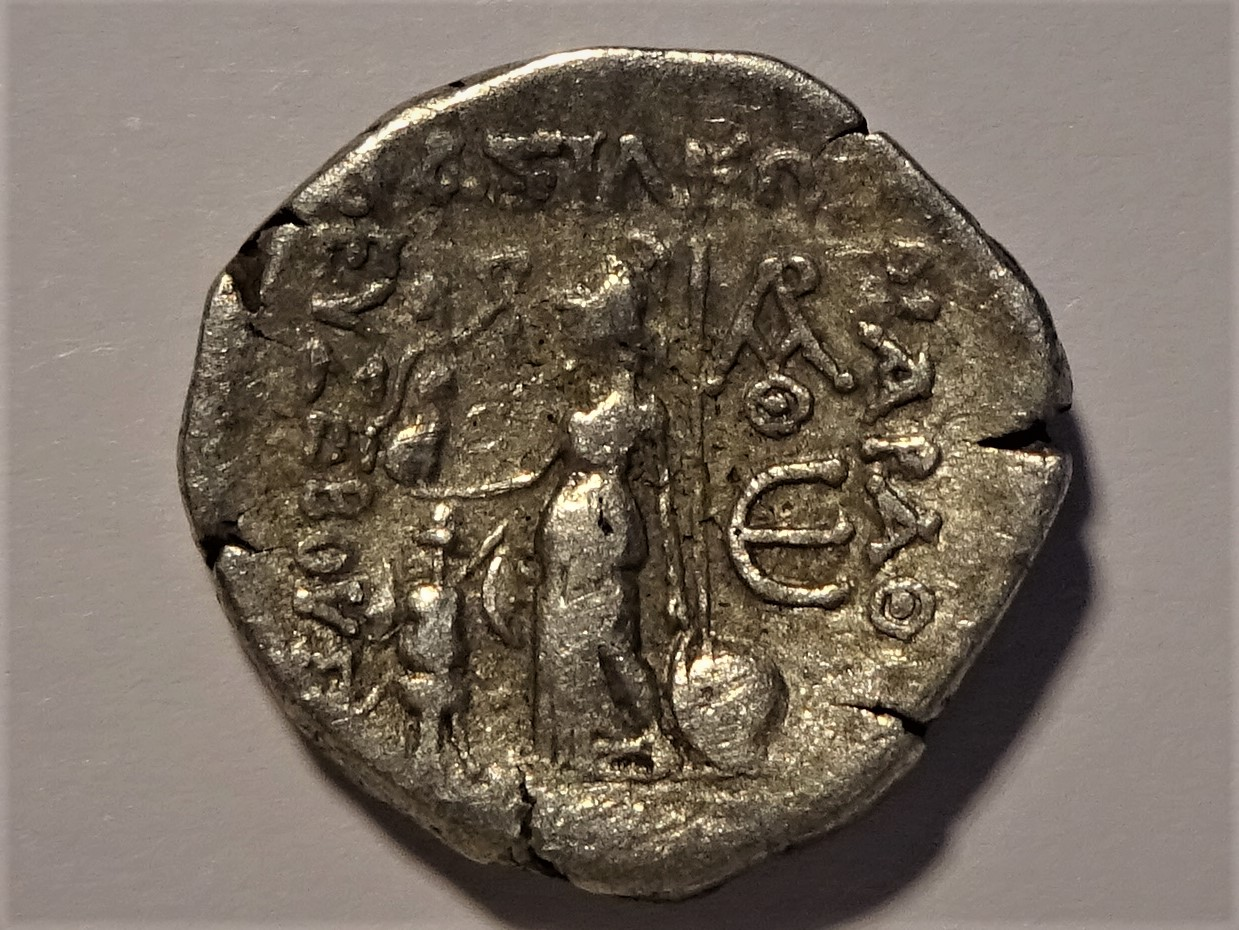
Rückseite der Drachme, Athena Nikephoros, Szaivert/Sear Nr. 7095

Der seleukidische Herrschaftsanspruch über Kappadokien wurde jedoch von den Ariarathiden bekämpft und ab etwa 260 (oder schon früher) konnte sich diese Dynastie von den Seleukiden lösen, Kappadokien wurde unter Ariarathes I. ein unabhängiges Königreich und begann eine eigene Münzprägung. Geprägt wurden Tetradrachmen (im Wert von vier Drachmen), Drachmen und Bronzemünzen, später unter den Ariobarzaniden nur noch Drachmen in großen Volumina. Die Rückseiten der Tetradrachmen und Drachmen zeigen die stehende Athena Nikephoros, sowie Zahlzeichen, bei denen es sich vermutlich um Datierungen handelt. Zunächst noch eng mit dem Seleukidenhaus verbunden, änderte sich die Ausrichtung der Ariarathiden ab 188 v. Chr. Die vernichtende Niederlage, die Antiochos III. gegen die Römer erlitten hatte, verlagerte die Machtverhältnisse in Kleinasien abermals. Von nun an dominierte Pergamon, der römische Bundesgenosse, die Politik und die Ariarathiden verbanden sich mit den pergamenischen Attaliden. Zudem gerieten die Ariarathiden mit den pontischen Mithridatiden in einen Konflikt, der nach dem Aussterben der Dynastie in den mithridatischen Kriegen seinen Höhepunkt finden sollte.
Auch die Ariobarzaniden, die von 95 bis 36 v. Chr. Kappadokien regierten, hatten mit dem pontischen König Mithridates VI. Eupator einen großen Gegner und langwierige Kämpfe um die Herrschaft auszutragen. Vor allem die römischen Feldherren Sulla, Lucullus und Pompeius waren für die Ariobarzaniden wichtige „Verbündete“.
Seit dem ersten König Ariarathes I. (333–322 v. Chr.) wurden für alle Könige bis Archelaos (36 v. Chr. bis 17 n. Chr.) in Kappadokien Münzen geprägt. Neben den Münzen der Könige wurden auch autonome Münzen geprägt. Seit der Übernahme Kappadokiens durch die Römer wurden mit dem Kaiser Tiberius (14 n. Chr.) beginnend bis Gordian III (244 n. Chr.) in der römischen Provinz Cappadocia Münzen geprägt. Der erloschene Vukan Erciyes Daği ist der heilige Berg Argaios der Antike und auf sehr vielen Münzrückseiten Kappadokiens zu sehen.
Marcus Antonius setzte 36 v. Chr. Archelaos als neuen König über Kappadokien ein, der nach den Kriegen mit Mithridates und den folgenden schweren Jahren Stabilität und Wohlstand zurückbrachte. Kaiser Tiberius bereitete dem eigenständigen Königreich 18 n. Chr. ein Ende und integrierte es als kaiserliche Provinz Cappadocia. Die Stadt Eusebia wurde unter dem neuen Namen Caesarea Hauptstadt der neuen Provinz. Für die Statthalter der Provinz siehe Liste der Statthalter von Cappadocia.
Unter Valens wurde die Provinz 372 geteilt. Caesarea blieb die Hauptstadt des nördlichen Teils (Prima), Podandus wurde die von Cappadocia secunda im Süden; diese wurde aber bald durch Tyana abgelöst.
Nach der Reichsteilung 395 n. Chr. wurde Kappadokien eine oströmische Provinz (Kappadokien (byzantinisches Thema)). Die Isaurier fielen im 5. Jahrhundert n. Chr. in Kappadokien ein, die Hunnen im 6. Jahrhundert. Der Sassanidenkönig Chosrau I. fiel 579 in Anatolien ein und brandschatzte Sebastea in Kappadokien. Das byzantinische Heer wurde 1071 von den Seldschuken besiegt. Es folgten die Turkmenen und schließlich die Osmanen. Seit dem Altertum lebten Griechen in der Gegend. Die christliche Bevölkerung jedoch wurde, obschon weitgehend im Alltag Türkisch sprechend, am Anfang der 1920er Jahre nach Griechenland zwangsumgesiedelt. Der griechische Dialekt dieser Region, das Kappadokische, gilt heute als ausgestorben.

## Religion und Kultur

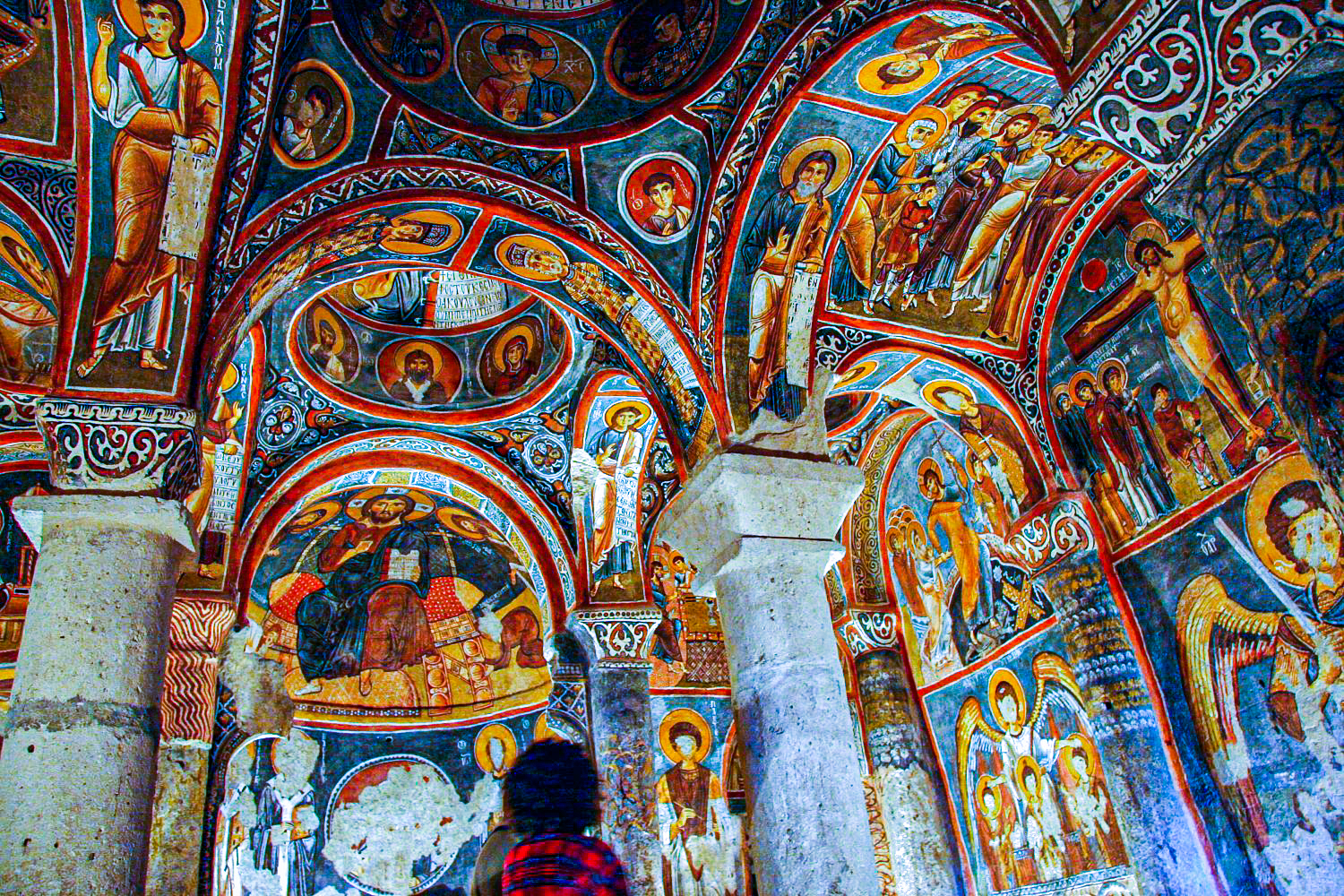
Göreme Open Air Museum – Dunkle Kirche

Vom frühen Christentum bis zum 20. Jahrhundert war Caesarea Cappadociae (heute Kayseri) ein wichtiger Bischofssitz des Patriarchats Konstantinopel. In der Kirchengeschichte sind die Drei Kappadokier bekannt, die aus dieser Gegend stammten und überwiegend dort lebten. Kappadokien war eines der wichtigsten frühchristlichen Zentren. Bis zum Jahre 1071 stand es unter byzantinischer Herrschaft. Mehr als 3000 Kirchen, die dort bis heute aufgedeckt oder sogar erst im „langen 19. Jahrhundert“ als Neubauten errichtet wurden, zeugen von einer christlichen Vergangenheit, die bis in die Anfänge des 20. Jahrhunderts reichte. Von den Gräueln während des Ersten Weltkriegs und des Griechisch-Türkischen Krieges (1919–1922) blieb Kappadokien verschont. Die immer noch stattlichen Gemeinden griechisch-orthodoxer Christen verließen die Region nach dem Vertrag von Lausanne 1923/24 im Rahmen des großen Bevölkerungsaustausches zwischen der Türkei und Griechenland.

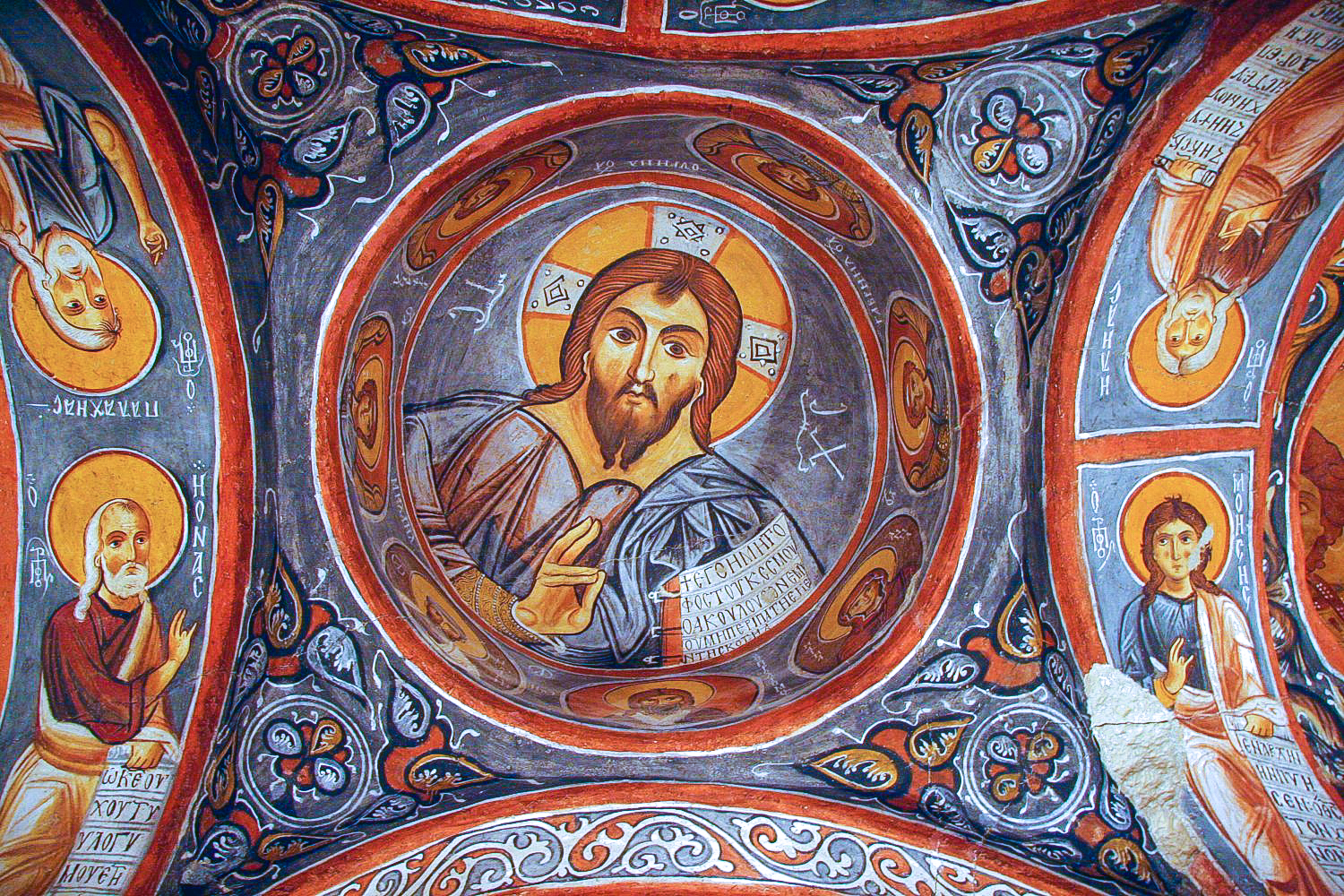
Göreme Open Air Museum – Dunkle Kirche

Kappadokien lag an der berühmten Seidenstraße. Die dort lebenden Menschen wurden oft von vielen unterschiedlichen Aggressoren überfallen. Doch nicht nur deshalb haben die Bewohner das weiche Tuffgestein ausgehöhlt, um sich darin Wohnraum zu verschaffen. Es entstanden ganze unterirdische Städte, die heute noch zu sehen sind.

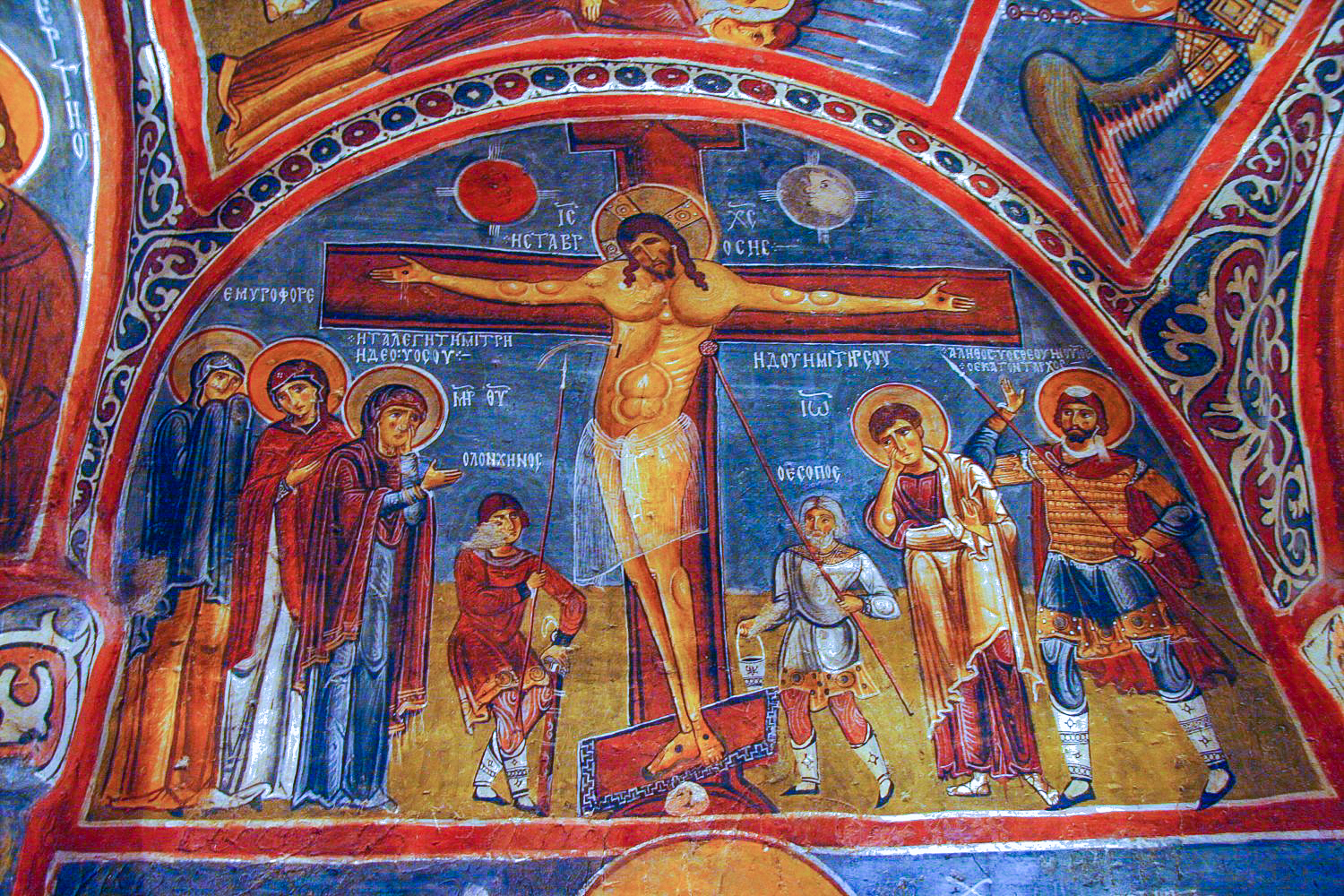
Göreme Open Air Museum – Dunkle Kirche

Wegen dieser reichen Kulturgeschichte und der schier atemberaubenden Landschaftsformationen wurde die Region 1985 von der UNESCO als Weltkulturerbe und Weltnaturerbe unter Schutz gestellt. In jüngerer Zeit finden auch die christlichen Bauten osmanischer Zeit denkmalpflegerische und touristische Beachtung, gelegentlich, sofern nicht zur Moschee umgewandelt, mit besonderer Erlaubnis auch christlich-liturgische Nutzung.

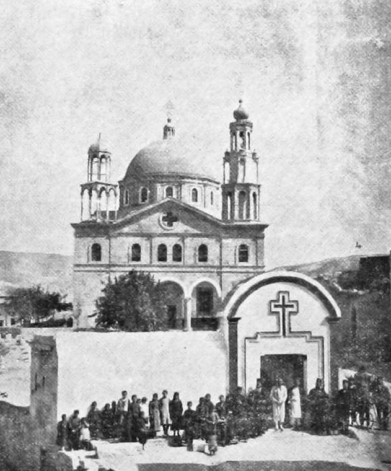
Ürgüp (Prokopi), Johannes-von-Euböa-Kirche, 1834 oder 1868, um 1950 zerstört, historische Photographie (1914).
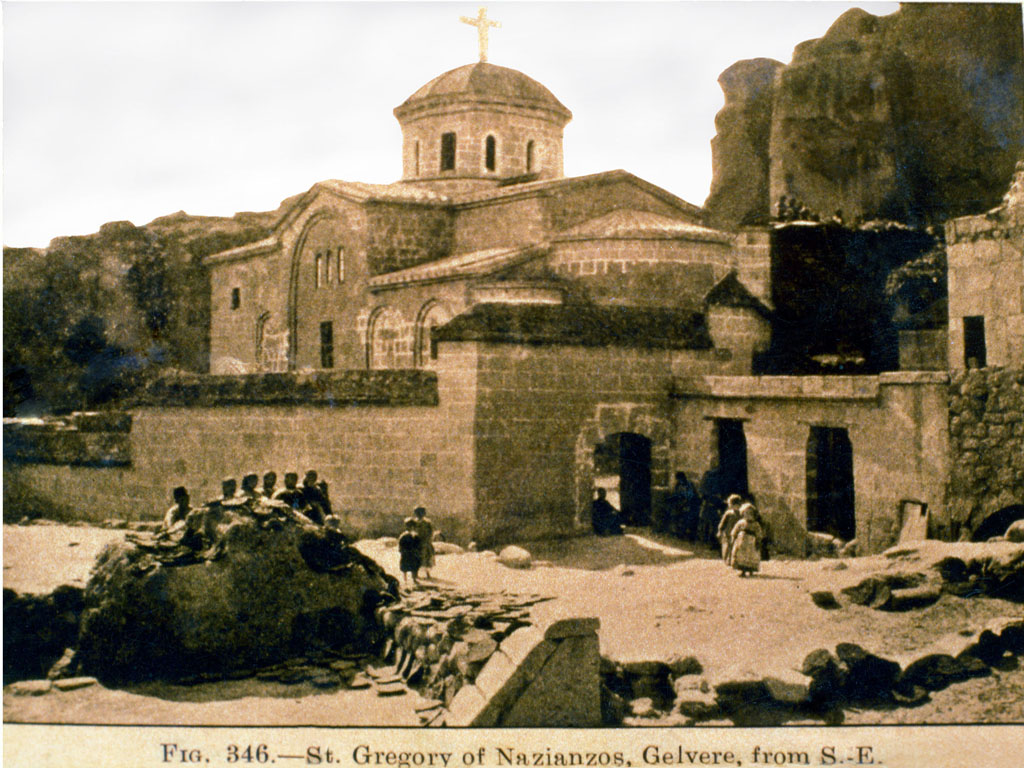
Güzelyurt (Gelveri), Gregorios-Theologos-Kirche, 1839, heute Moschee, historische Photographie.
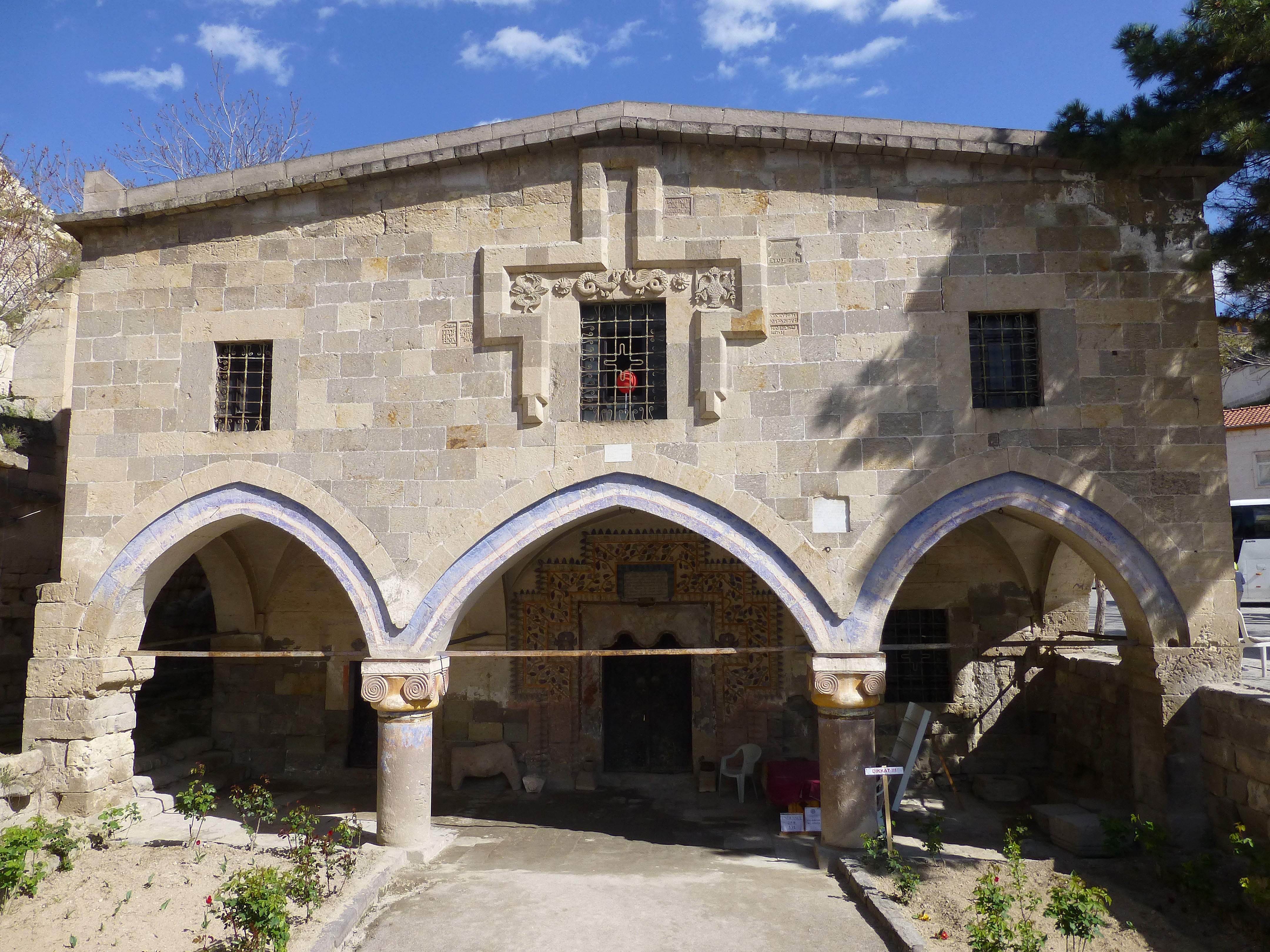
Mustafapaşa (Sinasos), Konstantin-und-Helena-Kirche, 18. Jh., Foto 2013.
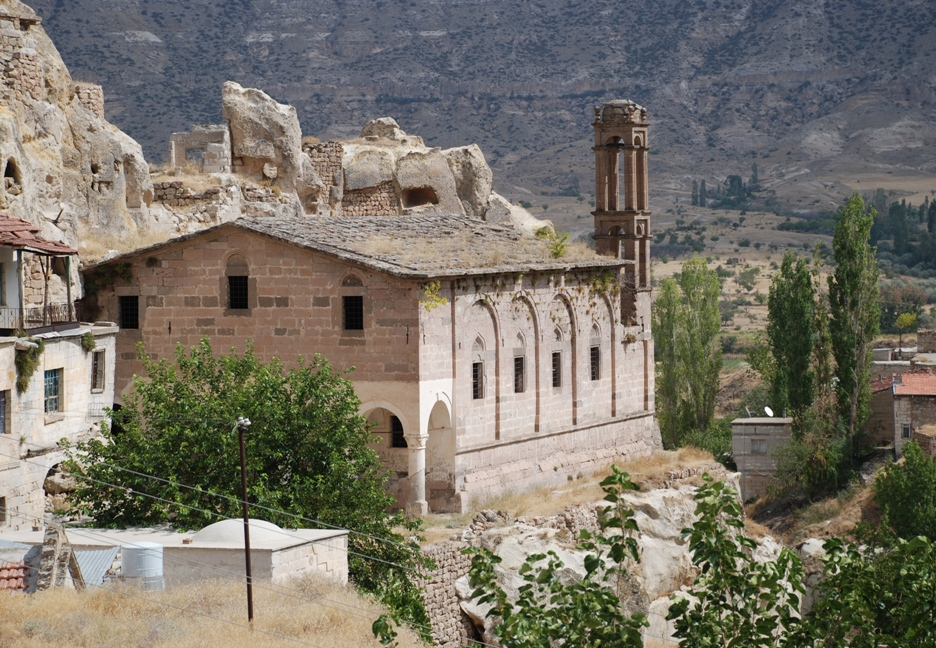
Cemilköy (Zalela), Kreuz-Kirche, 1838.
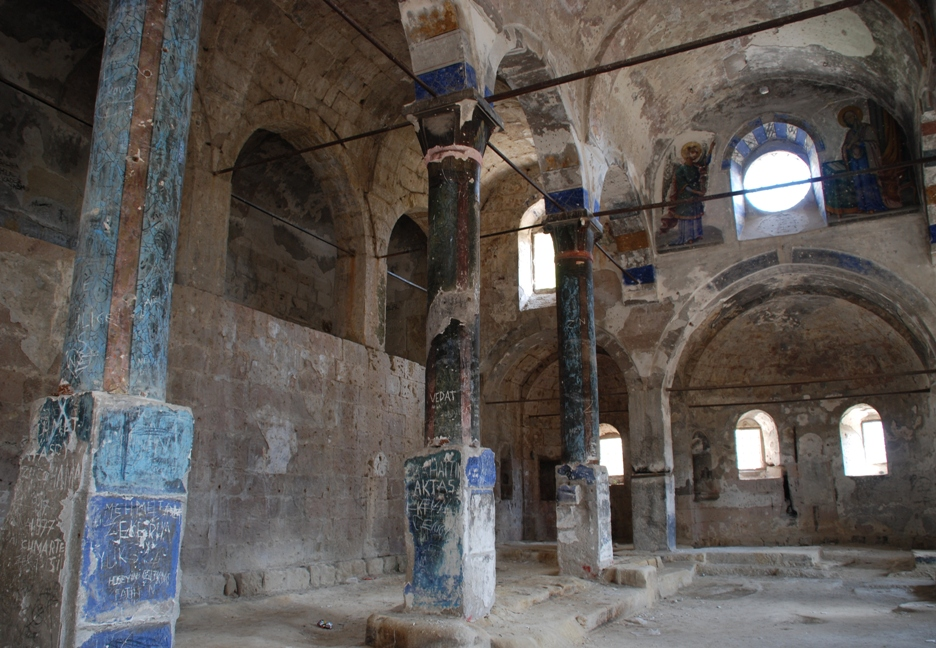
Cemilköy, Kreuz-Kirche, Innenansicht, Foto 2007.
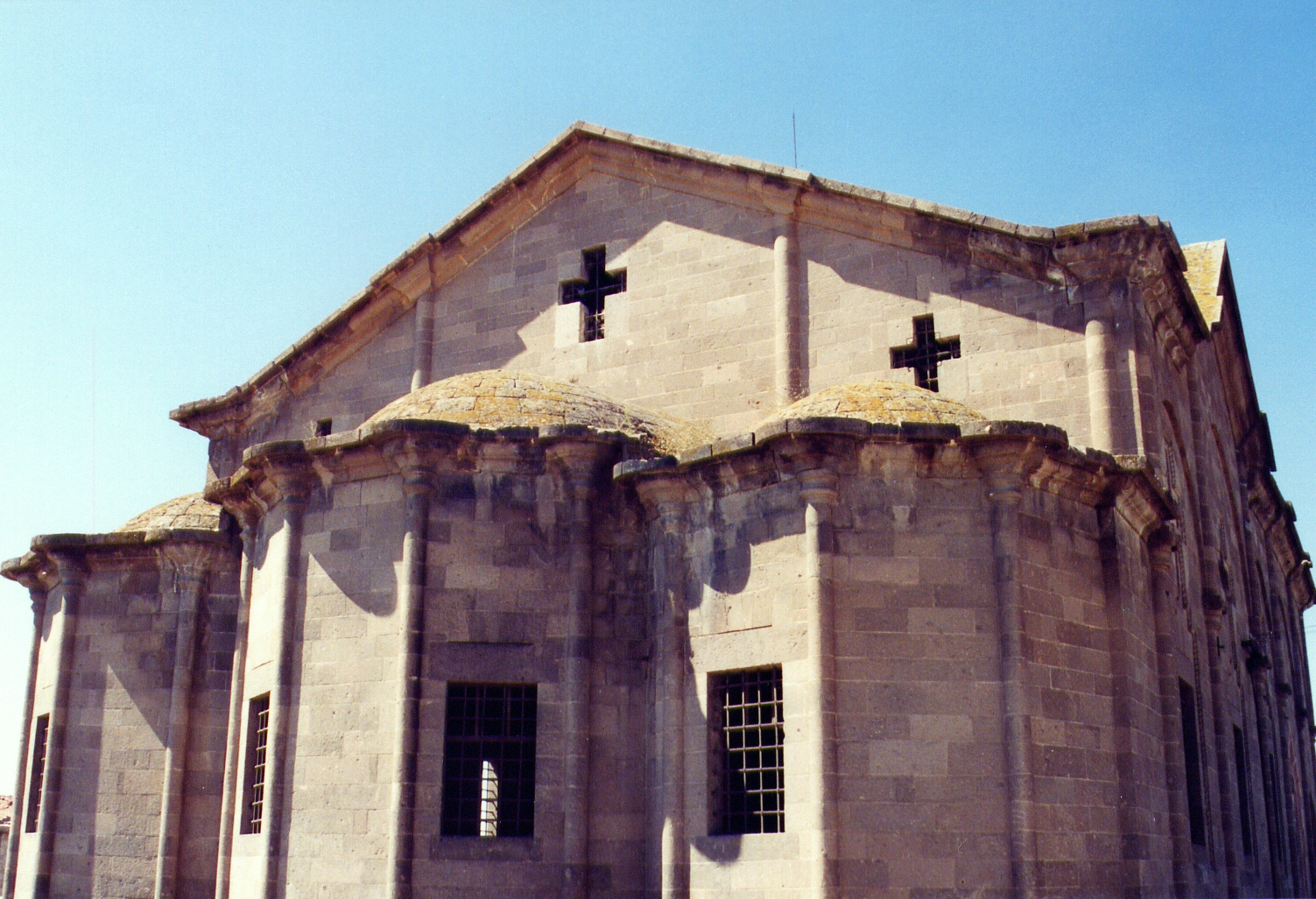
Derinkuyu (Malakopi), Theodoroi-Kirche, eingeweiht 1858.
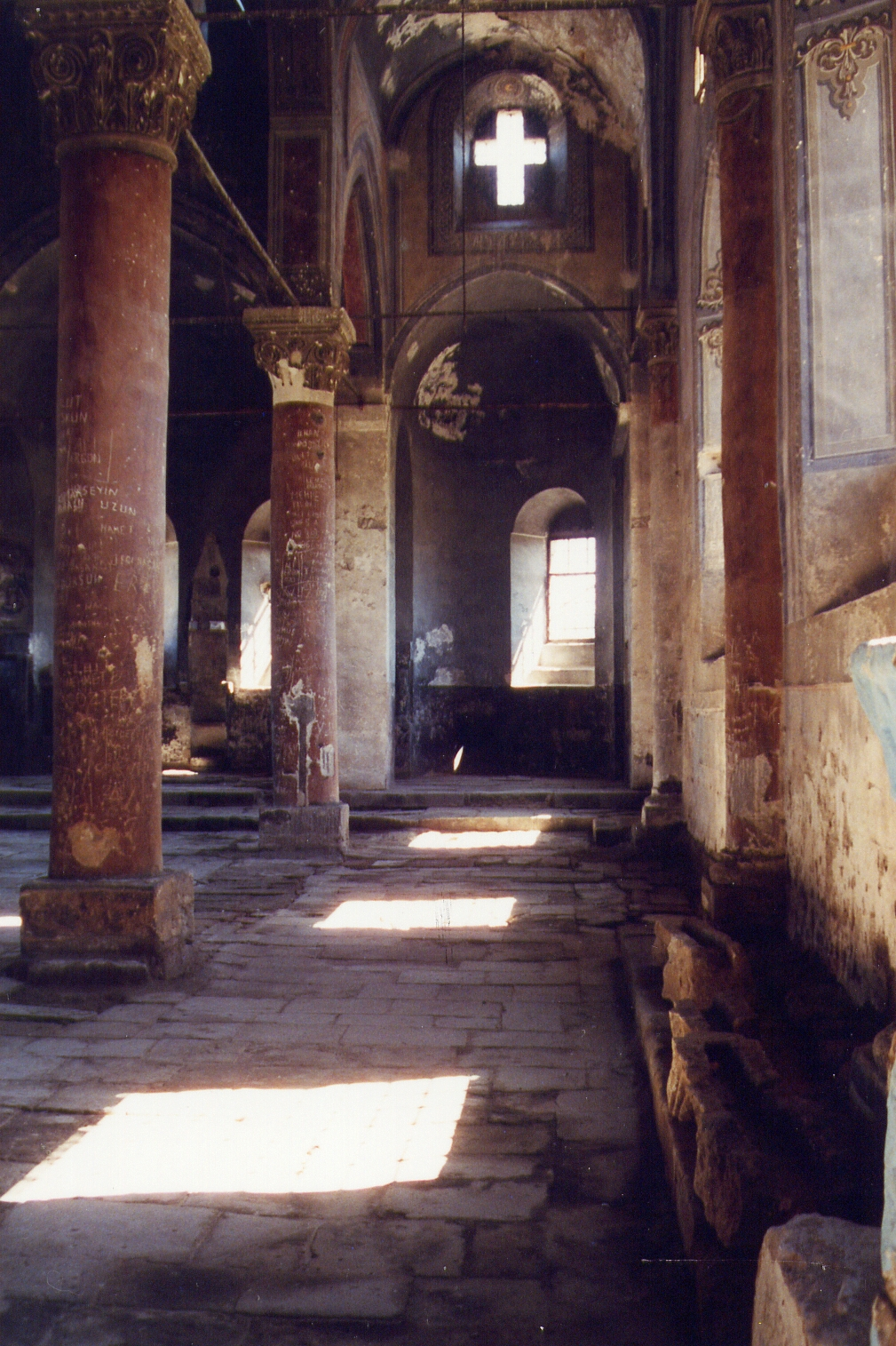
Derinkuyu, Innenansicht der Theodoroi-Kirche, Foto 1995.

## Film
- Göreme – Zuhause in den Höhlen. Dokumentation, 45 Minuten. Film von Andus Emge & Shahid Sheikh, Produktion: SWF III Baden-Baden, Länder – Menschen – Abenteuer, 1991. Inhaltsangabe der ARD.
- Wunderwelt der Türkei – Eine Reise durch Kappadokien. Dokumentation, 45 Minuten. Film von Ingeborg Koch-Haag, Produktion: Saarländischer Rundfunk, Erstsendung: 24. Oktober 2007. Inhaltsangabe des NDR.